# Bačva
 Ovo je glavno značenje pojma Bačva. Za naselje u općini Višnjan pogledajte Bačva (Višnjan).
Bačva je zatvorena posuda većih dimenzija za čuvanje tekućina (najčešće vina). Tradicionalne bačve su drvene sa željeznim obručima, dok se danas proizvode željezne i plastične. Obrtnik koji izrađuje bačve je bačvar. Prve bačve su izradili Goti. Rimljani su ih počeli izrađivati u 3. st., dok su prije za čuvanje tekućina koristili amfore i slične posude. Barel je mjerna jedinica za volumen (159 L), iznosi obujam standardne bačve (eng. barrel=bačva).
Jedan of njemačkih naziva za bačvu je tonne, od čega potječe naziv za mjernu jedinicu od 1000 kg - tonu.